# Jun Gjongsin
Jun Gjongsin (hangul: 윤경신, RR: Yun Gyeong-sin; Szöul, 1973. július 7. –) dél-koreai válogatott kézilabdázó, edző. A Nemzetközi Kézilabda-szövetség választása alapján 2001-ben az év férfi kézilabdázója volt. Ötszörös Ázsia-játékok-győztes, a német Bundesligában nyolcszor lett a bajnokság gólkirálya. Visszavonulása után hazájában lett edző.
A 2012-es londoni olimpia nyitóünnepségén ő vitte hazája csapatának zászlaját. Hazájában a 20. század sportolójának választották, ő az olimpiai játékok legeredményesebb, a német Bundesliga második legeredményesebb játékosa.
204 centiméteres magasságával őt tekintik a tizenegyedik legnagyobb dél-koreainak.

## Pályafutása

### Klubcsapatokban
Tizenöt évesen kezdett el kézilabdázni, hazájában a Kjonghi (Gyeonghui) Egyetem csapatának volt tagja 1996-ig, amikor is Európába, a német Bundesligában szereplő VfL Gummersbach szerződtette. Tíz éven át játszott a csapatban, majd a HSV Hamburg kézilabdázója lett. 2008 nyaráig játszott Németországban. Ezt követően hazatért Dél-Koreába, ahol a Doosan Handball Club, a Doosan vállalat által támogatott együttes játékosaként fejezte be aktív játékos pályafutását. 
1997-ben, 1999-től 2002-ig, 2004-ben és 2007-ben is ő lett a Bundesliga legeredményesebb góllövője, a bajnokságban az ott töltött tizenkét éve alatt 2905 góllal segítette csapatait -  ebből 2263 alkalommal talált az ellenfelek hálójába akcióból - ezzel pedig ő lett akkor a német élvonal történetének legeredményesebb játékosa. Ezt a teljesítményt 2023-ban tudta csak túlszárnyalni a dán Hans Lindberg. A 2000-2001-es szezonban 324 góllal lett gólkirály, ez is rekord az egy idényen belül szerzett gólok számát tekintve.
2011 júniusában a Doosan nyolc hónapos rövid távú szerződést ajánlott fel, előző kontraktusának lejárta után, de elhagyta a csapatot és később edzőként segítette a csapatot. A 2012-es olimpiát követően hivatalosan is bejelentette visszavonulását, ugyanebben az évben, szeptember 23-án a Koreai Kézilabda-szövetség ünnepélyes búcsúztatást szervezett számára, amit az Olimpiai Kézilabda Stadionban rendeztek. 2013 szeptemberében edzőként vezette bajnoki címig a Doosant a Koreai Kézilabdaligában.

### A válogatottban
1992 és 2012 között 263 alkalommal szerepelt a dél-Koreai válogatottban. Ötször szerepelt olimpián, ő a játékok kézilabda versenyeinek legeredményesebb játékosa, a 2004-es athéni olimpia gólkirálya 58 találattal. A 2012-es londoni olimpián a dél-koreai küldöttség zászlóvivője volt. 2001-ben a Nemzetközi Kézilabda-szövetség az év férfi kézilabdázójának választotta. 
Öt alkalommal nyert Ázsia-játékokat, 2012-ben pedig Ázsia-kupát.

## Sikerei, díjai
HSV Hamburg
- Kupagyőztesek Európa-kupája-győztes: 2007
- Bajnokok Ligája elődöntős: 2008
- Német bajnokság, 2. hely: 2007
- Német Kupa-döntős: 2008

VfL Gummersbach
- Német Szuperkupa-győztes: 2006

Dél-koreai válogatott
- Ázsia-játékok-győztes: 1990, 1994, 1998, 2002, 2010

Egyéni elismerés
- Az év férfi kézilabdázója: 2001[11]
- A 20. évszázad sportolója Dél-Koreában[12]
- Az 1993-as világbajnokság társgólkirálya 41 góllal
- Az 1995-ös világbajnokság gólkirálya 86 góllal
- Az 1997-es világbajnokság gólkirálya 62 góllal
- A 2004-es olimpia gólkirálya 58 góllal
- Német bajnokság gólkirálya: 1997, 1999, 2000, 2001, 2002, 2004, 2007